# Copa Catalunya de futbol masculina 2006-2007
En la Copa de Catalunya 2006-07, el FC Barcelona i el RCD Espanyol, juguen directament les semifinals.

## Primera ronda
| Data           | Equip #1                 | Equip #2              | Resultat |
| -------------- | ------------------------ | --------------------- | -------- |
| -              | AE Prat (III)            | UE Cornellà (III)     | [ 1 ]    |
| 3 de juny 2006 | CF Vila-seca (Pref)      | UE Rapitenca (III)    | 2-1      |
| 3 de juny 2006 | Olímpic Can Fatjó (Pref) | Terrassa FC (IIb)     | 0-3      |
| 3 de juny 2006 | CE Europa (III)          | CE L'Hospitalet (IIb) | 4-3      |
| 3 de juny 2006 | CE Mataró (III)          | UE Sant Andreu (IIb)  | 0-2      |
| 3 de juny 2006 | UE Castelldefels (III)   | FC Santboià (III)     | 2-3      |
| 3 de juny 2006 | Peralada CF (III)        | UE Figueres (IIb)     | 2-0      |
| 3 de juny 2006 | UE Rubí (Prim)           | CE Sabadell (III)     | 2-0      |
| 4 de juny 2006 | CF Parets (1a T.)        | EC Granollers (III)   | 1-0      |
| 4 de juny 2006 | CF Igualada (III)        | CE Manresa (III)      | 1-2      |
| 4 de juny 2006 | UE Llagostera (Pref)     | CD Blanes (III)       | 2-2      |
| 4 de juny 2006 | UE Guissona (Pref)       | CF Balaguer (III)     | 1-3      |

1. ↑  El Cornellà va renunciar a disputar la competició.
2. ↑  El Granollers va jugar amb el Juvenil A de Lliga Nacional.

## Segona ronda
| Data            | Equip #1            | Equip #2             | Resultat |
| --------------- | ------------------- | -------------------- | -------- |
| 10 de juny 2006 | AE Prat (III)       | UE Sant Andreu (IIb) | 2-0      |
| 10 de juny 2006 | CF Vila-seca (Pref) | FC Santboià (III)    | 0-1      |
| 10 de juny 2006 | Terrassa FC (IIb)   | UE Rubí (Prim)       | 0-2      |
| 11 de juny 2006 | CD Blanes (III)     | Peralada CF (III)    | 2-1      |
| 11 de juny 2006 | CF Parets (1a T.)   | CE Europa (III)      | 0-2      |
| 11 de juny 2006 | CE Manresa (III)    | CF Balaguer (III)    | 0-1      |

## Tercera ronda
| Data           | Equip #1          | Equip #2          | Resultat       |
| -------------- | ----------------- | ----------------- | -------------- |
| 5 d'agost 2006 | AE Prat (III)     | FC Santboià (III) | 2-0            |
| 6 d'agost 2006 | CD Blanes (III)   | CE Europa (III)   | 0-5            |
| 6 d'agost 2006 | CF Balaguer (III) | Terrassa FC (IIb) | 0-0 (pen. 4-1) |

## Quarta ronda
| Data            | Equip #1          | Equip #2           | Resultat       |
| --------------- | ----------------- | ------------------ | -------------- |
| 11 d'agost 2006 | AE Prat (III)     | CF Gavà (III)      | 1-1 (pen. 3-5) |
| 12 d'agost 2006 | CE Europa (III)   | UEA Gramenet (IIb) | 2-1            |
| 13 d'agost 2006 | CF Balaguer (III) | CF Vilanova (III)  | 1-0            |
| 13 d'agost 2006 | Girona FC (III)   | CF Badalona (IIb)  | 2-2 (pen. 5-4) |

## Vuitens de final
| Data            | Equip #1        | Equip #2          | Resultat       |
| --------------- | --------------- | ----------------- | -------------- |
| 15 d'agost 2006 | CF Gavà (III)   | CF Balaguer (III) | 2-2 (pen. 3-4) |
| 15 d'agost 2006 | CE Europa (III) | Girona FC (III)   | 1-3            |

## Quarts de final
| Data            | Equip #1          | Equip #2                   | Resultat       |
| --------------- | ----------------- | -------------------------- | -------------- |
| 19 d'agost 2006 | CF Balaguer (III) | Gimnàstic de Tarragona (I) | 1-4            |
| 20 d'agost 2006 | Girona FC (III)   | UE Lleida (IIb)            | 1-1 (pen. 2-4) |

## Semi-finals
| UE Lleida                                     | 0–0 | RCD Espanyol                                         |
| --------------------------------------------- | --- | ---------------------------------------------------- |
|                                               |     |                                                      |
| Tanda de penals                               |     |                                                      |
| Luismi · Cristian · Galván · Sergio Rodríguez | 2-4 | Angel · Julián · Javi Márquez · Palanca · Javi Chica |

Llançaments de penals: (0-1) Angel, (0-1) Luismi (aturat), (0-2) Julián, (1-2) Cristian, (1-3) Javi Márquez, (1-3) Galván (fallat), (1-3) Palanca (aturat), (2-3) Sergio Rodríguez, (2-4) Chica.
UE Lleida: Gonzalo, Óscar, Povedano, Galván, Cristian, Luismi, Urrea (71. Pau Bosch), Lázaro (46. Keko) Joan Tomas (62. Omar), Santos (86. Máyor) i Tato (46. Sergio Rodríguez).

RCD Espanyol: Gorka Iraizoz (71. Biel Ribas); Francisco Javier Chica, José María Lacruz (57. Toni Lao), David García; Fede, Ito (57. Javier Márquez), Ángel, David De Pablos; Ferran Corominas (57. Miquel Palanca), Julián i Marc Pedraza.
| Gimnàstic de Tarragona                           | 3–4 | FC Barcelona                                                                      |
| ------------------------------------------------ | --- | --------------------------------------------------------------------------------- |
| Ismael 8' · Carlos Merino 33' · Rubén Castro 63' |     | Giovanni Dos Santos 58', 59' · Aníbal Matellán 77' (p.p.) · Santiago Ezquerro 93' |

Gimnàstic de Tarragona: Álvaro Iglesias; José María Calvo, Jesús Serrano, Anibal Matellán, Óscar López; Carlos Merino (69. Antoni Pinilla), Ángel Morales, David Generelo; Gil (74. Darío), Ismael i Ariza Makukula (22. Rubén Castro, 83. Osado). 

FC Barcelona: Albert Jorquera; Juliano Belletti, Oleguer, Jesús Olmo, Sylvinho (74. Thaer); Marc Crosas (67. Lluís Sastre), Thiago Motta (88. Marc Valiente), Víctor Vázquez (46. Andrea Orlandi); Ludovic Giuly (60. Toni Calvo), Santiago Ezquerro i Giovanni Dos Santos.

## Final
| FC Barcelona                                    | 1 - 1 | RCD Espanyol de Barcelona                       |
| ----------------------------------------------- | ----- | ----------------------------------------------- |
| Ezquerro 9'                                     | [ 1 ] | Pedraza 24'                                     |
| Tanda de penals                                 |       |                                                 |
| Ezquerro · Giovanni · Belletti · Crosas · Motta | 5 - 4 | Ángel · Julián · Palanca · De Pablos · Toni Lao |

| Barcelona | Espanyol |

| PO             |  | Albert Jorquera     |     |     |
|                |  | Juliano Belletti    |     |     |
|                |  | Oleguer Presas      |     | 63' |
|                |  | Jesús Olmo          |     |     |
|                |  | Sylvinho Mendes     |     | 78' |
|                |  | Lluís Sastre        | 45' | 72' |
|                |  | Thiago Motta        | 79' |     |
|                |  | Marc Crosas         |     |     |
|                |  | Giovanni dos Santos |     |     |
|                |  | Santiago Ezquerro   |     |     |
|                |  | Andrea Orlandi      |     | 57' |
| Substituts:    |  |                     |     |     |
|                |  | Toni Calvo          |     | 57' |
|                |  | Marc Valiente       |     | 63' |
|                |  | Sergio Busquets     |     | 72' |
|                |  | Thaer Bawab         |     | 78' |
| Entrenador:    |  |                     |     |     |
| Frank Rijkaard |  |                     |     |     |

| PO               |  | Gorka Iraizoz         |       |     |
|                  |  | Javier Chica          | 29'   | 73' |
|                  |  | Daniel Jarque         |       | 57' |
|                  |  | Toni Lao              | 90+2' |     |
|                  |  | Fede Bessone          |       |     |
|                  |  | Ángel Martínez        |       |     |
|                  |  | Julián López de Lerma |       |     |
|                  |  | Francisco Rufete      |       | 57' |
|                  |  | Ferran Corominas      |       | 57' |
|                  |  | Moha El Yagoubi       |       | 73' |
|                  |  | Àngel Pedraza         |       |     |
| Substituts:      |  |                       |       |     |
|                  |  | Jesús María Lacruz    |       | 57' |
|                  |  | David de Pablos       |       | 57' |
|                  |  | Miquel Palanca        |       | 57' |
|                  |  | Moisés Hurtado        |       | 73' |
|                  |  | Ito Álvarez           | 87'   | 73' |
| Entrenador:      |  |                       |       |     |
| Ernesto Valverde |  |                       |       |     |